# Ghiacciaio Quartermain
Il ghiacciaio Quartermain (in inglese Quartermain Glacier) è un ghiacciaio ricco di crepacci  situato sulla costa di Foyn, nella parte orientale della Terra di Graham, in Antartide. Il ghiacciaio, il cui punto più alto si trova 480 m s.l.m., si trova in particolare a nord del ghiacciaio Fricker, da cui è separato per mezzo del monte Kennett, e da qui fluisce fino ad entrare dell'insenatura di Mill, andando ad alimentare quello che rimane della piattaforma glaciale Larsen C.

## Storia
Il ghiacciaio Quartermain fu così battezzato dal Comitato britannico per i toponimi antartici in onore dello storico dell'Antartide neozelandese Leslie B. Quartermain, autore del libro "South to the Pole. The early history of the Ross Sea Sector", pubblicato nel 1967.